# Tom als Schneemann
Tom als Schneemann (auch: Spuren im Schnee) ist ein US-amerikanisch-tschechoslowakischer Zeichentrick-Kurzfilm aus dem Tom-und-Jerry-Franchise von Gene Deitch aus dem Jahr 1962.

## Handlung
Es ist Winter und es liegt sehr viel Schnee. Jerry lebt in einem luxuriösen Apartment, während Tom als Straßenkater kurz vor dem Erfrierungstod steht. In seiner Not wendet sich Tom an Jerry mit einer Art Flaschenpost, und tatsächlich lässt Jerry den Kater hinein, wärmt ihn auf und gibt ihm zu essen. Die beiden machen es sich in dem Apartment gemütlich, leeren ein paar Flaschen Wein und schwelgen in Erinnerungen.
Als überraschend die Besitzerin des Appartements zurückkehrt, lässt Tom alle guten Vorsätze fahren und schnappt sich Jerry. Er präsentiert diesen der Besitzerin und diese nimmt ihn auf. Jerry ist nun draußen in der Eiseskälte. Er schleicht sich wieder ins Apartment ein und verkleidet sich als Geist. So will er Tom ein schlechtes Gewissen einreden. Er erschreckt Tom und jagt ihn auf den Balkon. Dort erkennt Tom den Schwindel, doch es ist zu spät. Tom fällt nach unten. Erneut schickt er eine Flaschenpost nach oben. Jerry hat jedoch genug von ihm und schickt ihm lediglich Schlittschuhe nach unten.

## Hintergrund
Tom als Schneemann ist der zwölfte von dreizehn Tom-und-Jerry-Filmen, die von Gene Deitch realisiert und von William L. Snyder produziert wurden. Diese wurden kostengünstig in Prag, Tschechoslowakei, gedreht.
In Deutschland erschien der Cartoon auf den DVDs Tom und Jerry – The Classic Collection 10 (2004) und Tom und Jerry – Winterspaß (2010).

## Kritiken
Der 10-minütige Kurzfilm gilt als eines der besseren Werke aus Gene Deitchs Tom-und-Jerry-Reihe.